# Первоцвет торчащий
Первоцвет торчащий, или примула торчащая (лат. Primula stricta) — вид цветковых растений семейства Первоцветные (Primulaceae).

## Описание
Многолетнее травянистое растение 5—20 см высотой. Листья с железистыми волосками на нижней стороне, собраны в прикорневую розетку. Цветки на прямых безлистных стеблях, обычно на стебле бывает по пять цветков. Лепестки розовые, однако ближе к центру цветка также присутствует жёлтый и белый цвет.

## Распространение
Ареал P. stricta ограничен северным полушарием, где он имеет циркумбореальное распространение. Аборигенный вид для Финляндии, Гренландии, Исландии, Норвегии, Швеции, Западной Сибири и Европейской части России. Его также можно найти во многих из следующих канадских провинций: Лабрадор, Манитоба, Ньюфаундленд, Северо-Западные территории, Онтарио, Нунавут и Квебек.

## Места обитания
Primula stricta населяет прибрежные и открытые места обитания, такие как скалистые обнажения, галечные берега, солончаки, песчаные дюны и пляжные гряды. Реже встречается вблизи водоемов с пресной водой, таких как реки, озера и ручьи, на бедных почвах. Встречается на высоте от 0 до 300 м над уровнем моря.